# José Luis Calderón
José Luis Calderón (født 24. oktober 1970 i La Plata, Argentina) er en argentinsk tidligere fodboldspiller (angriber). Han spillede blandt andet i den italienske Serie A og for Argentinas landshold. 
Calderón spillede gennem karrieren for en lang række klubber i både hjem- og udland, og var af flere omgange tilknyttet Estudiantes i sin fødeby. Han var med til at vinde det argentinske mesterskab med Estudiantes i 2006, mens han i 2009 var med til at vinde Sydamerikas fornemste klubturnering, Copa Libertadores. Han var dog kun på banen i den ene af de to finalekampe mod brasilianske Cruzeiro. Senere i karrieren vandt han også et mesterskab med Argentinos Juniors.
I 1997 spillede Calderón desuden fem kampe for det argentinske landshold, som han debuterede for i en VM-kvalifikationskamp på udebane mod Bolivia. Han var med i landets trup til Copa América i både 1997 og 1999, men opnåede kun spilletid i førstnævnte udgave af turneringen.

## Titler
Primera División de Argentina
- 2006 (Apertura) med Estudiantes
- 2010 (Clausura) med Argentinos Juniors

Copa Libertadores
- 2009 med Estudiantes

Copa Sudamericana
- 2007 med Arsenal de Sarandí